# Jacobo Hurwitz
Jacobo Hurwitz Zender (Lima, 24 de enero de 1901 - Lima, marzo de 1973) fue un educador, poeta, periodista y activista político peruano. Reconocido por su compromiso con la educación popular y la justicia social, su vida estuvo marcada por el exilio, la lucha política y su amor por la literatura.

## Primeros Años y Educación
Jacobo Hurwitz Zender nació en Lima, el 24 de enero de 1901, como el penúltimo hijo de una familia de once hijos de judíos inmigrantes alemanes. Sus padres, Natasius Hurwitz y Augusta Zender Stahl, se establecieron en Perú a mediados de la década de 1870. Natasius participó en la Guerra de Secesión norteamericana y se convirtió en dirigente de la comunidad judía local, contribuyendo a la creación de la Sociedad de Beneficencia Israelita 1870 y del cementerio comunitario de Lima. Su ocupación principal era la adquisición y venta de semillas.
Después de terminar sus estudios secundarios, Jacobo ingresó en 1918 a la Facultad de Letras de la Universidad de San Marcos, atraído por la literatura y la poesía. En este entorno, se acercó a la política, participando en el movimiento de la Reforma Universitaria y en debates sobre temas sociales como la ley del divorcio y la jornada laboral de ocho horas. Durante este periodo, rompió con su educación religiosa judaica y se acercó al marxismo.

## Activismo Político y Exilio
En 1920, Jacobo participó en la creación de la Universidad Popular González Prada y conoció a José Carlos Mariátegui, un importante teórico comunista peruano. Participó en las movilizaciones de 1923 contra la consagración del Perú al Corazón de Jesús, y en 1924 fue deportado por el gobierno de Augusto Leguía, justo una semana antes de graduarse como profesor de literatura. Su poemario "De la fuente del silencio" fue publicado poco antes de su salida de Perú.
Tras una breve estancia en Panamá, Jacobo llegó a Cuba, donde se unió al Comité Pro Libertad de Julio A. Mella y trabajó como administrador de una hacienda azucarera mientras cumplía funciones de espionaje. En 1927, debido a su creciente actividad política, se exilió nuevamente y llegó a México, donde se vinculó a otros militantes peruanos y rompió con el APRA, acercándose más al comunismo.

## Vida en México y Actividad Internacional
En México, Jacobo fue designado secretario general del Comité Manos Fuera de Nicaragua (MAFUENIC) y participó en diversas misiones encargadas por la Comintern. Fue miembro del Comité de Organización del Socorro Rojo Internacional y secretario del Buró del Caribe. Durante este tiempo, formalizó su relación con Marsha Oynick, una fotógrafa y maestra polaca, con quien tuvo dos hijos.
En 1930, Jacobo Hurwitz fue acusado de formar parte de una conspiración internacional para intentar asesinar al presidente de México, Pascual Ortiz Rubio. Esta acusación lo llevó a la cárcel de las Islas Marías, un grupo de islas localizadas en el océano Pacífico a 112 km de las costas del estado mexicano de Nayarit. Durante su encarcelamiento, conoció a otros destacados intelectuales comunistas como José Revueltas. Tras su liberación, volvió a Perú a finales de los años 30 bajo el alias "Agustín Gutiérrez Elizalde".

## Regreso a Perú y Últimos Años
En 1957, Jacobo regresó a Perú, donde continuó su actividad política. Cultivó y vendió rosas y trabajó como intermediario para una imprenta. En 1961, fue detenido durante el golpe de Estado de Ricardo Pérez Godoy y enviado a la Colonia Penal Sepa. Fue liberado debido a su condición de intelectual y sus problemas de salud.
En sus últimos años, trabajó como corresponsal de la agencia soviética TASS en Lima y presidió el Movimiento Peruano por la Paz. En 1969, asistió al Congreso Mundial por la Paz en Nueva Delhi, India, y luego viajó a China y la Unión Soviética. Jacobo Hurwitz continuó activo en el comunismo peruano hasta su fallecimiento en un accidente automovilístico en marzo de 1973.

## Legado
Jacobo Hurwitz Zender es recordado por su firme compromiso con la educación y la justicia social. Sus escritos, especialmente su poesía, reflejan su profundo amor por la humanidad y su lucha constante por un mundo más justo. Su vida y obra han sido objeto de estudio y reconocimiento, destacándose en la obra "El espía continental" del escritor Hugo Coya.